# Wolfango Pietro Parolari
Wolfango Pietro Parolari (Seo, 28 ottobre 1815 – 28 febbraio 1904) è stato un architetto e ingegnere italiano.
Formato secondo i canoni della rigida educazione austro-ungarica al Politecnico di Vienna, progetterà poi per tutta la sua lunga vita, memore degli insegnamenti ricevuti in gioventù. Condiscepolo nonché coetaneo di Giovanni Prati e di Giovanni Parisi da Premione, uno dei primi valorizzatori dell'acqua termale delle Terme di Comano: quindi fa parte dell'intellettualità giudicariese più avanzata e progressista, attenta alle condizioni del popolo ma anche al patrimonio culturale locale, che intende salvare e promuovere.

## Opere
- Nell'anno 1848 progetta ed esegue il monumento lapideo alla croce, eretto nel sagrato della pieve di Bleggio a seguito di voto popolare, a scioglimento di un voto contratto nel burrascoso Quarantotto (eseguito tra il 1854 e il 1863 con monoliti di granito o tonalite, provenienti da massi erratici).
- Nell'anno 1850 è attivo nel suo paese, Stenico, per la progettazione delle corsie di pavimentazione della Chiesa di San Vigilio.
- Nel 1870 iniziano i lavori di ampliamento della chiesa di Bocenago (conclusi nel 1874, consacrazione il 21 agosto 1877), che riceve la sua forma attuale con pianta a croce greca.
- Per il paese di Seo progetta la piramide di pietra con la croce, eretta a memoria dei numerosi morti di colera durante l'epidemia del 1855.
- Sul finire del secolo XIX progetta la villa Parisi di Premione di Stenico, di forma neoclassica, per l'amico dottor Giovanni Parisi (1815-1900).